# Химна Молдавије
Наш језик (рум. Limba noastră) од 1994. године национална химна Републике Молдавије.
Стихове је написао Алексеј Матејевичи (1888—1917), а музику је компоновао Александру Кристеа (1890—1942). Оригинална поема садржи 12 строфа, од којих је 5 искориштено за химну. Ових 5 строфа је подебљано.

## Limba noastră
Limba noastră-i o comoară
În adâncuri înfundată
Un şirag de piatră rară
Pe moşie revărsată.
Limba noastră-i foc ce arde
Într-un neam, ce fără veste
S-a trezit din somn de moarte
Ca viteazul din poveste.
Limba noastră-i numai cântec,
Doina dorurilor noastre,
Roi de fulgere, ce spintec
Nouri negri, zări albastre.
Limba noastră-i graiul pâinii,
Când de vânt se mişcă vara;
In rostirea ei bătrânii
Cu sudori sfinţit-au ţara.
Limba noastră-i frunză verde,
Zbuciumul din codrii veşnici,
Nistrul lin, ce-n valuri pierde
Ai luceferilor sfeşnici.
Nu veţi plânge-atunci amarnic,
Că vi-i limba prea săracă,
Şi-ţi vedea, cât îi de darnic
Graiul ţării noastre dragă.
Limba noastră-i vechi izvoade.
Povestiri din alte vremuri;
Şi citindu-le 'nşirate, -<
Te-nfiori adânc şi tremuri.
Limba noastră îi aleasă
Să ridice slava-n ceruri,
Să ne spiue-n hram şi-acasă
Veşnicele adevăruri.
Limba noastra-i limbă sfântă,
Limba vechilor cazanii,
Care o plâng şi care o cântă
Pe la vatra lor ţăranii.
Înviaţi-vă dar graiul,
Ruginit de multă vreme,
Stergeţi slinul, mucegaiul
Al uitării 'n care geme.
Strângeţi piatra lucitoare
Ce din soare se aprinde -
Şi-ţi avea în revărsare
Un potop nou de cuvinte.
Răsări-va o comoară
În adâncuri înfundată,
Un şirag de piatră rară
Pe moşie revărsată.